# Paweł Rouba
Paweł Rouba (ur. 4 września 1939 w Inowrocławiu, zm. 4 marca 2007 w Barcelonie) – polski aktor (mim) teatralny oraz filmowy, wykładowca akademicki.

## Życiorys
Był absolwentem Akademii Wychowania Fizycznego we Wrocławiu; uprawiał czynnie jeździectwo, wioślarstwo i podnoszenie ciężarów. W latach 1956–1973 był artystą Wrocławskiego Teatru Pantomimy, gdzie należał do pierwszego zespołu, kierowanego przez Henryka Tomaszewskiego. Z uwagi na stan zdrowia (często chorował na zapalenie płuc) w 1973 r wyemigrował do Hiszpanii, gdzie wykładał w tamtejszym Instytucie Teatralnym, pełniąc  m.in. funkcję dyrektora l'Escola de Mim i Pantomima.
W 1971 roku na VIII Międzynarodowym Festiwalu Tańca w Paryżu otrzymał nagrodę krytyki francuskiej za wybitne kreacje artystyczne.
Córką Pawła Rouby jest Tatiana Rouba (ur. 1983) - pływaczka, reprezentantka Hiszpanii.

## Filmografia
- Tajemnica wielkiego Krzysztofa (1972)
- Potop (1974) - Uhlik
- Gniazdo (1974)